# Brouwerij 't IJ
Brouwerij 't IJ je malý pivovar v Amsterdamu. Nachází se v bývalém lázeňském domě jménem Funen nedaleké větrného mlýna De Gooyer. Pivovar byl založen bývalým hudebníkem Kasparem Petersonem a otevřen v říjnu 1985. Byl jedním z mnoha malých pivovarů, které se v této době otevřely po vlně nespokojenosti zákazníků s kvalitou produkce velkých podniků. V současné nabídce se nachází pět standardních druhů piv a čtyři druhy sezónního piva. K tomu navíc dochází k vaření piv příležitostných. Všechna piva z produkce tohoto pivovaru jsou certifikována jako biopotravina.
Pivovar umožňuje prohlídky provozu spojené s ochutnávkami. Jeho součástí je i vlastní pivnice.

## Piva

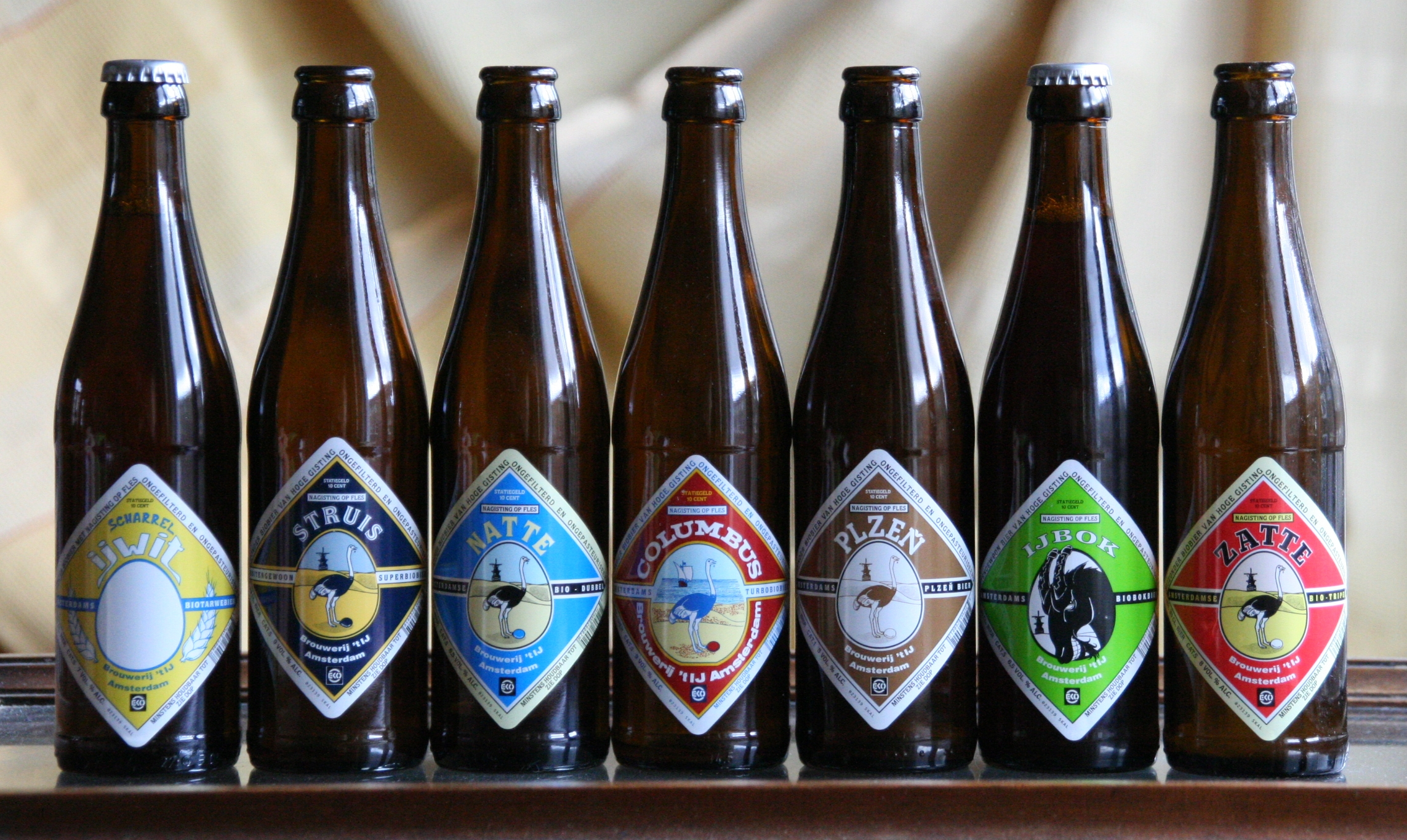
Nabídka piv z pivovaru Brouwerij 't IJ

### Standardní piva
- Plzen (5 %): chmelové a moučné světlé pivo plzeňského typu
- Natte (6,5 %): hnědo/červený dubbel
- Zatte (8 %): žluto/zlatý tripel
- Struis (9 %):sladké a tmavé
- Columbus (9 %): jantarové s množstvím chmele

### Sezonní piva
- IJwit (7 %): pšeničné pivo
- Paasij (7 %): jantarově zbarvené
- IJbock (6,5 %): černé pivo
- Turbock (dříve IJndejaarsbier) (9 %)